# Cryptachaea cinnabarina
Cryptachaea cinnabarina là một loài nhện trong họ Theridiidae.
Loài này thuộc chi Cryptachaea. Cryptachaea cinnabarina được Herbert Walter Levi miêu tả năm 1963.